# Oireachtas
Oireachtas és el nom en gaèlic irlandès (encara que també es fa servir en anglès) del "Parlament Nacional" de la República d'Irlanda. Està compost pel President d'Irlanda i les dues cambres: Dáil Éireann (cambra baixa) i Seanad Éireann (Senat).
És un cas de bicameralisme asimètric, ja que la Dáil té més atribucions que el Senat. La seu d'ambdues cambres es troba a un edifici anomenat Leinster House, en el centre de Dublín.